# Alexander Geete
Alexander Geete, född 22 november 1736 i Börstils socken, Stockholms län, död 1 april 1772 i Stockholm, var en svensk tecknare.
Han var son till överstelöjtnanten Carl Gustaf Geete och friherrinnan Catharina Hermelin samt bror till Erik Adolf, Carl Johan och Samuel Vilhelm Geete. Alexander Geete föll i sin ungdom i en trappa som medförde att han blev ofärdig och inte kunde söka sig någon tjänst. Hans konst består av porträtt i olja samt teckningar. Han är representerad vid Nationalmuseum i Stockholm med ett par teckningar.